# 高寮大橋
高寮大橋位於臺灣花蓮縣玉里鎮大禹里、高寮里，屬花68線鄉道。1992年完工，全長1,562公尺、橋長880公尺、全寬8.6公尺（雙向2車道設計），原橋興建經費總預算1.76億元，跨越秀姑巒溪。

## 概況
本橋聯繫秀姑巒溪兩岸交通（串聯台九線花東公路及縣道193號），亦是前往赤科山的要道之一。
2022年，因3月23日地震造成設施損壞，花蓮縣府認定主結構未受損，爭取經費於6月6日至17日封路施工修繕；9月18日發生2022年台東地震遭到震毀，花蓮縣府估計重建預算約15.1億元，時任行政院長蘇貞昌承諾中央會協助規劃重建。
2023年，花蓮縣府施作臨時便道，於1月18日試通行後，1月20日提前開放通行。8月24日，本橋重建設計完成。9月18日，本橋重建工程上網招標。10月19日，完成投標資格審查。11月3日，進行評選會議。12月，工程進行發包。
2024年1月5日，本橋重建動工啟動，預計2025年完工。

## 外部連結
- 花蓮玉里高寮大橋災後空拍巡禮 PEOPO公民新聞 （页面存档备份，存于）